# Матвеево (Нюксенский район)
Матвеево — посёлок в Нюксенском районе Вологодской области.
Входит в состав Нюксенского сельского поселения (с 1 января 2006 года по 8 апреля 2009 года входил в Бобровское сельское поселение), с точки зрения административно-территориального деления — в Бобровский сельсовет.
Расстояние до районного центра Нюксеницы по автодороге — 42 км. Ближайшие населённые пункты — Побоищное, Озерки, Озерки.
По переписи 2002 года население — 482 человека (237 мужчин, 245 женщин). Преобладающая национальность — русские (95 %).